# Žáku Kašíku, nežeň se!
Žáku Kašíku, nežeň se! je československý televizní film z roku 1985, který režírovala Jiřina Pokorná-Makoszová.

## Obsah
Vašek Kašík a Bohouš Hejbal jsou spolužáci, kteří chodí do 7. třídy. Jednoho dne se dostanou do sporu se svým učitelem chemie, zda lze vyrobit elixír mládí, jak se o to pokoušeli středověcí alchymisté. Protože v něj učitel nevěří, rozhodne se elixír namíchat, aby dokázal, že nefunguje. Spolužáci mu diktují jednotlivé přísady, ale v opačném pořadí. Když elixír vypíjí, neomládnou, ale stanou se z nich dospělí. S nastalou situací se musejí vyrovnat jejich rodiče.

## Obsazení
| Josef Abrhám            | otec Kašík                  |
| Hana Maciuchová         | matka Kašíková              |
| Ondřej Havelka          | Vašek Kašík jako dospělý    |
| Jan Novák               | Vašek Kašík jako dítě       |
| Karel Heřmánek          | otec Hejbal                 |
| Jitka Molavcová         | matka Hejbalová             |
| Miroslav Vladyka        | Bohouš Hejbal jako dospělý  |
| Jiří Ťoupal             | Bohouš Hejbal jako dítě     |
| Petr Nárožný            | učitel chemie Vaněk         |
| Josef Větrovec          | ředitel školy Pecka         |
| Oldřich Vízner          | psycholog                   |
| Jaroslava Kretschmerová | Maruška Nováková            |
| Lucie Matoušková        | spolužačka Kašíka a Hejbala |
| Pavla Burgetová         | spolužačka Kašíka a Hejbala |
| Marek Dvořák            | spolužák Kašíka a Hejbala   |
| Marek Muk               | spolužák Kašíka a Hejbala   |

## Tvůrci a štáb
- Režie: Jiřina Pokorná-Makoszová
- Scénář: Miloš Kratochvíl
- Dramaturg: Jiří Chalupa
- Hlavní kameraman: František Němec
- Vedoucí výrobního štábu: Marie Helclová
- Hudba: Vítězslav Hádl
- Hudební režie: Zdeněk Štěrba
- Výtvarník dekorací: Luděk Souček
- Návrhy kostýmů: Božena Lesáková
- Zvuk: Hugo Markes
- Střih: Marie Pačajová
- Střih záznamu: Jiří Fišer, Jan Horný
- Kameramani: Petr Prima, Stanislav Benc, Vladimír Dousek
- Masky: Josef Adamička, Věra Pokorná
- Skript: Luďka Mužíková
- Asistent režie: Yvona Novotná
- Pomocný režisér: Svatopluk Mikeska

## Produkční a technické údaje
- Premiéra: 31. prosinec 1986, I. program Československé televize (od 13:10)
- Výroba: Československá televize Praha, Hlavní redakce vysílání pro děti a mládež, © 1985
- Barva: barevný
- Jazyk: čeština
- Délka: cca 74 minut
- Formát obrazu: 4:3